# PSV in het seizoen 2012/13 (mannen)
Het seizoen 2012/2013 was het 99ste jaar in het bestaan van PSV. De Eindhovense voetbalclub nam in deze jaargang voor het 57e opeenvolgende jaar deel aan de Eredivisie en aan de toernooien om de KNVB beker en de Europa League.

## Selectie
| Nr.           | Nat.                | Naam                | Geb. dat. | Bij PSV      | Contract tot | Optie     | Vorige club       | Bedrag      | Positie        | Notitie                                      |         |
| Keepers       | Keepers             | Keepers             | Keepers   | Keepers      | Keepers      | Keepers   | Keepers           | Keepers     | Keepers        | Keepers                                      | Keepers |
| ------------- | ------------------- | ------------------- | --------- | ------------ | ------------ | --------- | ----------------- | ----------- | -------------- | -------------------------------------------- | ------- |
| 1             | Vlag van Polen      | Przemysław Tytoń    | 04-01-'87 | aug. 2011    | juli 2012    | juli 2016 | Roda JC Kerkrade  | € 3.500.000 | K              | Pools international;                         |         |
| 21            | Vlag van Nederland  | Boy Waterman        | 24-01-'84 | mei 2012     | juli 2013    | -         | Alemannia Aachen  | -           | K              |                                              |         |
| 31            | Vlag van Nederland  | Ruud Swinkels       | 23-02-'87 | juli 2012    | januari 2013 | -         | FC Eindhoven      | -           | K              |                                              |         |
| 41            | Vlag van Nederland  | Nigel Bertrams      | 08-01-'93 | juli 2012    | juli 2013    | -         | Eigen Jeugd       | -           | K              |                                              |         |
| Verdedigers   |                     |                     |           |              |              |           |                   |             |                |                                              |         |
| 3             | Vlag van Nederland  | Wilfred Bouma       | 15-06-'78 | juli 2010    | juli 2013    | -         | Aston Villa FC    | -           | CV, LB,        | Eigen jeugd; voorm. Nederlands international |         |
| 4             | Vlag van Brazilië   | Marcelo             | 20-05-'87 | juli 2010    | juli 2016    | -         | Wisła Kraków      | € 2.500.000 | CV             |                                              |         |
| 5             | Vlag van Nederland  | Erik Pieters        | 07-08-'88 | juli 2008    | juli 2014    | -         | FC Utrecht        | € 2.500.000 | LV, CV, LVV    | Nederlands international                     |         |
| 25            | Vlag van Nederland  | Menno Koch          | 02-07-'94 | juli 2012    | juli 2015    | -         | Eigen jeugd       | -           | CV             | Eigen jeugd; Nederlands U19                  |         |
| 18            | Vlag van België     | Timothy Derijck     | 25-05-'87 | aug. 2011    | juli 2015    | -         | ADO Den Haag      | € 750.000   | CV             |                                              |         |
| 2             | Vlag van Denemarken | Mathias Jørgensen   | 23-05-'90 | juni 2012    | juli 2016    | -         | FC Kopenhagen     | -           | CV             | Deens international                          |         |
| 15            | Vlag van Nederland  | Jetro Willems       | 30-03-'94 | aug. 2011    | juli 2016    | -         | Sparta Rotterdam  | € 800.000   | LVV, LV        | Nederlands international                     |         |
| -             | Vlag van Servië     | Jagoš Vuković       | 10-06-'88 | aug. 2009    | juli 2013    | juli 2015 | FK Rad            | € 1.300.000 | CV, LV         | Servisch international                       |         |
| Middenvelders |                     |                     |           |              |              |           |                   |             |                |                                              |         |
| 6             | Vlag van Nederland  | Mark van Bommel     | 22-04-'77 | juli 2012    | juli 2013    | -         | AC Milan          | -           | VM, LM         | Nederlands international                     |         |
| 8             | Vlag van Nederland  | Kevin Strootman     | 13-02-'90 | juli 2011    | juli 2016    | -         | FC Utrecht        | € 8.425.000 | CM, VM         | Nederlands international                     |         |
| 10            | Vlag van Nederland  | Georginio Wijnaldum | 11-11-'90 | juli 2011    | juli 2015    | -         | Feyenoord         | € 5.000.000 | AM, RA         | Nederlands international                     |         |
| 16            | Vlag van Nederland  | Orlando Engelaar    | 24-08-'79 | juli 2009    | juli 2013    | -         | Schalke 04        | € 3.000.000 | CM, VM, CV     | Voorm. Nederlands international              |         |
| 27            | Vlag van Zweden     | Oscar Hiljemark     | 28-06-'92 | jan. 2013    | juli 2017    | -         | IF Elfsborg       | € 2.200.000 | VM, CM         | Zweeds international                         |         |
| 13            | Vlag van Canada     | Atiba Hutchinson    | 08-02-'83 | juli 2010    | juli 2013    | -         | FC Kopenhagen     | -           | CM, AM, VM, RM | Canadees international                       |         |
| 20            | Vlag van Nederland  | Peter van Ooijen    | 16-02-'92 | juli 2011    | juli 2014    | juli 2015 | Eigen jeugd       | -           | CM, VM         | Eigen jeugd                                  |         |
| 24            | Vlag van Oostenrijk | Marcel Ritzmaier    | 22-4-'93  | januari 2010 | juli 2014    | -         | Eigen Jeugd       | -           | CM, LM, CV, VM | Oostenrijks jeugdinternational               |         |
| 7             | Vlag van Zweden     | Ola Toivonen        | 03-07-'86 | jan. 2009    | juli 2014    | -         | Malmö FF          | € 4.000.000 | AM, CA, SP     | Zweeds international                         |         |
| Aanvallers    |                     |                     |           |              |              |           |                   |             |                |                                              |         |
| 9             | Vlag van Slovenië   | Tim Matavž          | 13-01-'89 | aug. 2011    | juli 2016    | -         | FC Groningen      | € 5.500.000 | SP             | Sloveens international                       |         |
| 11            | Vlag van Nederland  | Jeremain Lens       | 24-11-'87 | juli 2010    | juli 2015    | -         | AZ                | € 5.000.000 | RA, SP, LA     | Nederlands international                     |         |
| 14            | Vlag van België     | Dries Mertens       | 06-05-'87 | juli 2011    | juli 2016    | -         | FC Utrecht        | € 4.575.000 | LA, AM, RA     | Belgisch international                       |         |
| 17            | Vlag van Nederland  | Luciano Narsingh    | 13-09-'90 | juli 2012    | juli 2017    | -         | sc Heerenveen     | € 4.100.000 | RA             | Nederlands international                     |         |
| 22            | Vlag van Nederland  | Memphis Depay       | 13-02-'94 | sep. 2011    | juli 2017    | -         | Eigen jeugd       | -           | SP             | Eigen jeugd; Nederlands U17                  |         |
| 19            | Vlag van Nederland  | Jürgen Locadia      | 7-11-'93  | juli 2010    | juli 2017    | -         | Eigen jeugd       | -           | CA, SP         | Eigen jeugd; Nederlands U19                  |         |
| 42            | Vlag van Nederland  | Gianluca Maria      | 26-06-'92 | juli 2002    | -            | -         | Eigen jeugd       | -           | RA             | Eigen jeugd                                  |         |
| Verhuurd      |                     |                     |           |              |              |           |                   |             |                |                                              |         |
| -             | Vlag van Nederland  | Jeroen Zoet         | 06-01-'91 | jan. 2009    | juli 2014    | juli 2016 | Aan RKC Waalwijk  | -           | K              | Eigen jeugd; Nederlands U21                  |         |
| -             | Vlag van Nederland  | Benjamin van Leer   | 09-04-'92 | juli 2010    | juli 2013    | juli 2014 | Aan FC Eindhoven  | -           | K              | Eigen jeugd                                  |         |
| -             | Vlag van Nederland  | Maikel Verkoelen    | 18-03-'92 | juli 2001    | juli 2013    | -         | Aan FC Eindhoven  | -           | CV             | Eigen jeugd                                  |         |
| -             | Vlag van België     | Marco Ospitalieri   | 06-04-'92 | juli 2010    | juli 2013    | -         | Aan FC Eindhoven  | -           | RV, CM         | Eigen jeugd                                  |         |
| -             | Vlag van België     | Jason Bourdouxhe    | 11-04-'91 | juli 2010    | juli 2013    | -         | Aan FC Eindhoven  | -           | LA, LVV        | Eigen jeugd                                  |         |
| -             | Vlag van Nederland  | Abel Tamata         | 05-12-'90 | juli 2007    | juli 2015    | -         | Aan Roda JC       | -           | LV, RV         | Eigen jeugd                                  |         |
| -             | Vlag van Bulgarije  | Stanislav Manolev   | 16-12-'85 | Juli 2009    | juli 2014    | -         | Aan Fulham FC     | -           | RV, RM         | Bulgaars international                       |         |
| -             | Vlag van Nederland  | Stefan Nijland      | 10-08-'88 | Juli 2008    | Juli 2014    | -         | Aan Brisbane Roar | -           | LA, CA, RA     |                                              |         |

## Transfers ingaand
| Nat.                | Naam              | Positie | Vorige Club      | Bedrag       |
| ------------------- | ----------------- | ------- | ---------------- | ------------ |
| Vlag van Denemarken | Mathias Jørgensen | CV      | FC Kopenhagen    | Transfervrij |
| Vlag van Nederland  | Mark van Bommel   | CM, AM  | AC Milan         | Transfervrij |
| Vlag van Nederland  | Boy Waterman      | K       | Alemannia Aachen | Transfervrij |
| Vlag van Nederland  | Nigel Bertrams    | K       | Eigen jeugd      | n.v.t.       |
| Vlag van Nederland  | Jürgen Locadia    | CA, SP  | Eigen jeugd      | n.v.t.       |
| Vlag van Nederland  | Luciano Narsingh  | RA      | Sc Heerenveen    | €4.100.000,- |
| Vlag van Nederland  | Ruud Swinkels     | K       | FC Eindhoven     | Onbekend     |
| Vlag van Zweden     | Oscar Hiljemark   | CM      | IF Elfsborg      | €2.100.000,- |

## Transfers uitgaand
| Nat.               | Naam                       | Positie    | Nieuwe Club       | Bedrag       |
| ------------------ | -------------------------- | ---------- | ----------------- | ------------ |
| Vlag van Zweden    | Andreas Isaksson           | K          | Kasımpaşa SK      | Transfervrij |
| Vlag van Marokko   | Khalid Sinouh              | K          | N.E.C.            | Transfervrij |
| Vlag van België    | Funso Ojo                  | CM, VM, RV | K. Beerschot AC   | Transfervrij |
| Vlag van Nederland | Otman Bakkal               | CM, AM, VM | Dinamo Moskou     | Transfervrij |
| Vlag van Nederland | Jan Vennegoor of Hesselink | SP         | Gestopt           | n.v.t.       |
| Vlag van Nederland | Género Zeefuik             | SP, CA, RA | FC Groningen      | €550.000,-   |
| Vlag van Marokko   | Zakaria Labyad             | CM, RA     | Sporting Lissabon | €1.000.000,- |
| Vlag van België    | Stijn Wuytens              | CM, VM, LV | K. Beerschot AC   | Transfervrij |

## Voorbereiding
- AZSV Aalten - PSV: 0-11
- RKSV Nuenen - PSV: 0-5
- Rot-Weiß Oberhausen - PSV: 0-0
- KRC Genk - PSV: 0-2
- FC Eindhoven - PSV: 2-2
- Athletic Bilbao - PSV: 0-1
- SL Benfica - PSV: 1-3
- PAOK FC - PSV: 0-2
- 1. FC Union Berlin - PSV: 1-1

## Johan Cruijff Schaal
| 5 augustus 2012                                                        | PSV                                                                        | 4-2 (2-1) | AFC Ajax                               | Opstelling PSV | Opstelling AFC Ajax |  |
| Stadion: Amsterdam ArenA, Amsterdam Toeschouwers: 52.000 Björn Kuipers | Ola Toivonen 3' Jeremain Lens 11' Ola Toivonen 53' Georginio Wijnaldum 90' |           | '44 Toby Alderweireld '75 Marcelo e.d. | Tytoń , Hutchinson, Bouma, Marcelo, Willems, Van Bommel, Toivonen (Wijnaldum '74), Strootman , Narsingh (Depay '84), Lens, Mertens | Vermeer, Van Rhijn , Alderweireld , Blind, Dijks (Koppers '76), S. de Jong , Anita, Janssen , Özbiliz, Sigþórsson (Klaassen '76), Fischer (Schöne '65) |  |
| Stadion: Amsterdam ArenA, Amsterdam Toeschouwers: 52.000 Björn Kuipers |                                                                            |           |                                        | Tytoń , Hutchinson, Bouma, Marcelo, Willems, Van Bommel, Toivonen (Wijnaldum '74), Strootman , Narsingh (Depay '84), Lens, Mertens | Vermeer, Van Rhijn , Alderweireld , Blind, Dijks (Koppers '76), S. de Jong , Anita, Janssen , Özbiliz, Sigþórsson (Klaassen '76), Fischer (Schöne '65) |  |
| Stadion: Amsterdam ArenA, Amsterdam Toeschouwers: 52.000 Björn Kuipers |                                                                            |           |                                        | Tytoń , Hutchinson, Bouma, Marcelo, Willems, Van Bommel, Toivonen (Wijnaldum '74), Strootman , Narsingh (Depay '84), Lens, Mertens | Vermeer, Van Rhijn , Alderweireld , Blind, Dijks (Koppers '76), S. de Jong , Anita, Janssen , Özbiliz, Sigþórsson (Klaassen '76), Fischer (Schöne '65) |  |
|                                                                        |                                                                            |           |                                        | | |  |

## Eredivisie

### Wedstrijden

#### Augustus
| 11 augustus 2012, 18u45                                                       | RKC Waalwijk                                                   | 3-2 (2-1) | PSV                             | Opstelling RKC Waalwijk | Opstelling PSV |  |
| Stadion: Mandemakers Stadion, Waalwijk Toeschouwers: 7400 Reinold Wiedemeijer | Wilfred Bouma 11' e.d. Rodney Sneijder 40' Rodney Sneijder 53' |           | '8 Jeremain Lens '72 Tim Matavž | Zoet, Martina , Drost, Ramos , van Peppen, Stans, Braber, Duits (Bandjar '90), Sneijder (Alakmak '71), Chevalier, Jozefzoon (van Mosselveld '85) | Tytoń, Hutchinson, Bouma , Marcelo, Willems, van Bommel , Wijnaldum (Matavž '34), Strootman, Narsingh, Lens , Mertens (Depay '46) |  |
| Stadion: Mandemakers Stadion, Waalwijk Toeschouwers: 7400 Reinold Wiedemeijer |                                                                |           |                                 | Zoet, Martina , Drost, Ramos , van Peppen, Stans, Braber, Duits (Bandjar '90), Sneijder (Alakmak '71), Chevalier, Jozefzoon (van Mosselveld '85) | Tytoń, Hutchinson, Bouma , Marcelo, Willems, van Bommel , Wijnaldum (Matavž '34), Strootman, Narsingh, Lens , Mertens (Depay '46) |  |
| Stadion: Mandemakers Stadion, Waalwijk Toeschouwers: 7400 Reinold Wiedemeijer |                                                                |           |                                 | Zoet, Martina , Drost, Ramos , van Peppen, Stans, Braber, Duits (Bandjar '90), Sneijder (Alakmak '71), Chevalier, Jozefzoon (van Mosselveld '85) | Tytoń, Hutchinson, Bouma , Marcelo, Willems, van Bommel , Wijnaldum (Matavž '34), Strootman, Narsingh, Lens , Mertens (Depay '46) |  |
|                                                                               |                                                                |           |                                 | | |  |

| 18 augustus 2012, 18u45                                                | PSV                                                                                                  | 5-0 (1-0) | Roda JC | Opstelling PSV | Opstelling Roda JC |  |
| Stadion: Philips Stadion, Eindhoven Toeschouwers: 33000 Danny Makkelie | Kevin Strootman 13' Ola Toivonen 49', Abel Tamata 77' e.d. Jeremain Lens 80' Georginio Wijnaldum 86' |           |         | Tytoń, Hutchinson, Bouma (Zanka '89), Marcelo, Willems, van Bommel , Toivonen (Wijnaldum '78), Strootman, Narsingh (Matavž '75), Lens, Mertens | Kurto, Monteyne, Kádár, Wielaert (Biemans '52), Tamata, De Beule (Hupperts '63), Danilo Pereira, Sutchuin (Ramzi '83), Fledderus , Malki, Németh |  |
| Stadion: Philips Stadion, Eindhoven Toeschouwers: 33000 Danny Makkelie | |           |         | Tytoń, Hutchinson, Bouma (Zanka '89), Marcelo, Willems, van Bommel , Toivonen (Wijnaldum '78), Strootman, Narsingh (Matavž '75), Lens, Mertens | Kurto, Monteyne, Kádár, Wielaert (Biemans '52), Tamata, De Beule (Hupperts '63), Danilo Pereira, Sutchuin (Ramzi '83), Fledderus , Malki, Németh |  |
| Stadion: Philips Stadion, Eindhoven Toeschouwers: 33000 Danny Makkelie | |           |         | Tytoń, Hutchinson, Bouma (Zanka '89), Marcelo, Willems, van Bommel , Toivonen (Wijnaldum '78), Strootman, Narsingh (Matavž '75), Lens, Mertens | Kurto, Monteyne, Kádár, Wielaert (Biemans '52), Tamata, De Beule (Hupperts '63), Danilo Pereira, Sutchuin (Ramzi '83), Fledderus , Malki, Németh |  |
|                                                                        | |           |         | | |  |

| 26 augustus 2012, 16u30                                           | FC Groningen       | 1-3 (0-1) | PSV                                                      | Opstelling FC Groningen                                                                                                   | Opstelling PSV |  |
| Stadion: Euroborg, Groningen Toeschouwers: 20000 Serdar Gözübüyük | Mitchell Schet 89' |           | '38 Atiba Hutchinson '72 Dries Mertens '84 Memphis Depay | Luciano, Magnasco (Suk '80), Kappelhof, van Dijk, Burnet, de Leeuw (Texeira '68), Bacuna, Sparv, Kwakman, Schet , Zeefuik | Tytoń, Hutchinson, Bouma, Marcelo, Willems, van Bommel , Toivonen, Strootman , Lens (Wijnaldum '86), Matavž (Narsingh '65), Mertens (Depay '77) |  |
| Stadion: Euroborg, Groningen Toeschouwers: 20000 Serdar Gözübüyük |                    |           |                                                          | Luciano, Magnasco (Suk '80), Kappelhof, van Dijk, Burnet, de Leeuw (Texeira '68), Bacuna, Sparv, Kwakman, Schet , Zeefuik | Tytoń, Hutchinson, Bouma, Marcelo, Willems, van Bommel , Toivonen, Strootman , Lens (Wijnaldum '86), Matavž (Narsingh '65), Mertens (Depay '77) |  |
| Stadion: Euroborg, Groningen Toeschouwers: 20000 Serdar Gözübüyük |                    |           |                                                          | Luciano, Magnasco (Suk '80), Kappelhof, van Dijk, Burnet, de Leeuw (Texeira '68), Bacuna, Sparv, Kwakman, Schet , Zeefuik | Tytoń, Hutchinson, Bouma, Marcelo, Willems, van Bommel , Toivonen, Strootman , Lens (Wijnaldum '86), Matavž (Narsingh '65), Mertens (Depay '77) |  |
|                                                                   |                    |           |                                                          | | |  |

#### September
| 2 september, 14u30                                                   | PSV                                                                                | 5-1 (1-1) | AZ             | Opstelling PSV | Opstelling AZ |  |
| Stadion: Philips Stadion, Eindhoven Toeschouwers: 32.200 Bas Nijhuis | Tim Matavž 11' Mark van Bommel 54' Marcelo 68' Tim Matavž 83' Atiba Hutchinson 90' |           | '28 Adam Maher | Tytoń, Hutchinson, Marcelo, Bouma, Willems, van Bommel , Toivonen (Wijnaldum '67), Strootman , Lens (Narsingh '75), Matavž, Mertens (Depay '83) | Esteban, Marcellis , Reijnen , Viergever, Gorter , Maher, Falkenburg (Johansson '46), Elm, Beerens (Rosheuvel '76), Altidore, Berghuis (Wijnaldum '13) |  |
| Stadion: Philips Stadion, Eindhoven Toeschouwers: 32.200 Bas Nijhuis |                                                                                    |           |                | Tytoń, Hutchinson, Marcelo, Bouma, Willems, van Bommel , Toivonen (Wijnaldum '67), Strootman , Lens (Narsingh '75), Matavž, Mertens (Depay '83) | Esteban, Marcellis , Reijnen , Viergever, Gorter , Maher, Falkenburg (Johansson '46), Elm, Beerens (Rosheuvel '76), Altidore, Berghuis (Wijnaldum '13) |  |
| Stadion: Philips Stadion, Eindhoven Toeschouwers: 32.200 Bas Nijhuis |                                                                                    |           |                | Tytoń, Hutchinson, Marcelo, Bouma, Willems, van Bommel , Toivonen (Wijnaldum '67), Strootman , Lens (Narsingh '75), Matavž, Mertens (Depay '83) | Esteban, Marcellis , Reijnen , Viergever, Gorter , Maher, Falkenburg (Johansson '46), Elm, Beerens (Rosheuvel '76), Altidore, Berghuis (Wijnaldum '13) |  |
|                                                                      |                                                                                    |           |                | | |  |

| 16 september, 14u30                                              | FC Utrecht        | 1-0 (0-0) | PSV | Opstelling FC Utrecht | Opstelling PSV |  |
| Stadion: De Galgenwaard, Utrecht Toeschouwers: 17.243 Kevin Blom | Dave Bulthuis 72' |           |     | Ruiter, van der Maarel , van der Hoorn, Wuytens, Bulthuis, Sarota (Heerings '78), Kali , Duplan, Oar (Zullo '90+2), van der Gun (Takagi '64), Gerndt | Tytoń, Hutchinson, Marcelo, Bouma, Willems (Narsingh '78), van Bommel , Toivonen (Depay '46), Strootman, Lens , Matavž, Mertens (Wijnaldum '46) |  |
| Stadion: De Galgenwaard, Utrecht Toeschouwers: 17.243 Kevin Blom |                   |           |     | Ruiter, van der Maarel , van der Hoorn, Wuytens, Bulthuis, Sarota (Heerings '78), Kali , Duplan, Oar (Zullo '90+2), van der Gun (Takagi '64), Gerndt | Tytoń, Hutchinson, Marcelo, Bouma, Willems (Narsingh '78), van Bommel , Toivonen (Depay '46), Strootman, Lens , Matavž, Mertens (Wijnaldum '46) |  |
| Stadion: De Galgenwaard, Utrecht Toeschouwers: 17.243 Kevin Blom |                   |           |     | Ruiter, van der Maarel , van der Hoorn, Wuytens, Bulthuis, Sarota (Heerings '78), Kali , Duplan, Oar (Zullo '90+2), van der Gun (Takagi '64), Gerndt | Tytoń, Hutchinson, Marcelo, Bouma, Willems (Narsingh '78), van Bommel , Toivonen (Depay '46), Strootman, Lens , Matavž, Mertens (Wijnaldum '46) |  |
|                                                                  |                   |           |     | | |  |

| 23 september, 16u30                                                       | PSV                                                           | 3-0 (0-0) | Feyenoord | Opstelling PSV                                                                                              | Opstelling Feyenoord |  |
| Stadion: Philips Stadion, Eindhoven Toeschouwers: 34.600 Richard Liesveld | Ola Toivonen 63' Georginio Wijnaldum 73' Luciano Narsingh 77' |           |           | Waterman, Hutchinson, Derijck, Marcelo, Ritzmaier, Wijnaldum, Toivonen, Strootman , Narsingh, Lens, Mertens | Lamprou, Janmaat, Martins Indi, Mathijsen (Kongolo '45), Nelom, Leerdam, Clasie, Immers , Verhoek (Fernandez '66), Pelle , Schaken |  |
| Stadion: Philips Stadion, Eindhoven Toeschouwers: 34.600 Richard Liesveld |                                                               |           |           | Waterman, Hutchinson, Derijck, Marcelo, Ritzmaier, Wijnaldum, Toivonen, Strootman , Narsingh, Lens, Mertens | Lamprou, Janmaat, Martins Indi, Mathijsen (Kongolo '45), Nelom, Leerdam, Clasie, Immers , Verhoek (Fernandez '66), Pelle , Schaken |  |
| Stadion: Philips Stadion, Eindhoven Toeschouwers: 34.600 Richard Liesveld |                                                               |           |           | Waterman, Hutchinson, Derijck, Marcelo, Ritzmaier, Wijnaldum, Toivonen, Strootman , Narsingh, Lens, Mertens | Lamprou, Janmaat, Martins Indi, Mathijsen (Kongolo '45), Nelom, Leerdam, Clasie, Immers , Verhoek (Fernandez '66), Pelle , Schaken |  |
|                                                                           |                                                               |           |           | | |  |

| 30 september, 16u30                                                | VVV-Venlo | 0-6 (0-2) | PSV | Opstelling VVV-Venlo | Opstelling PSV |  |
| Stadion: Stadion De Koel, Venlo Toeschouwers: 8.000 Eric Braamhaar |           |           | '23 Dries Mertens '35 Dries Mertens '75 Jürgen Locadia '79 Dries Mertens '82 Jürgen Locadia '86 Jürgen Locadia | Mäenpää, Joppen (Ammi '46), Röseler, Seip , Leiwakabessy, van Haaren (Radosavljevic '88), Meeuwis, Türk, Linssen (Yuki '76), Nwofor , Wildschut | Waterman, Hutchinson, Marcelo, Derijck, Ritzmaier (Bouma '46), van Bommel, Toivonen (Wijnaldum '75), Strootman, Narsingh (Locadia '68), Lens, Mertens |  |
| Stadion: Stadion De Koel, Venlo Toeschouwers: 8.000 Eric Braamhaar |           |           | | Mäenpää, Joppen (Ammi '46), Röseler, Seip , Leiwakabessy, van Haaren (Radosavljevic '88), Meeuwis, Türk, Linssen (Yuki '76), Nwofor , Wildschut | Waterman, Hutchinson, Marcelo, Derijck, Ritzmaier (Bouma '46), van Bommel, Toivonen (Wijnaldum '75), Strootman, Narsingh (Locadia '68), Lens, Mertens |  |
| Stadion: Stadion De Koel, Venlo Toeschouwers: 8.000 Eric Braamhaar |           |           | | Mäenpää, Joppen (Ammi '46), Röseler, Seip , Leiwakabessy, van Haaren (Radosavljevic '88), Meeuwis, Türk, Linssen (Yuki '76), Nwofor , Wildschut | Waterman, Hutchinson, Marcelo, Derijck, Ritzmaier (Bouma '46), van Bommel, Toivonen (Wijnaldum '75), Strootman, Narsingh (Locadia '68), Lens, Mertens |  |
|                                                                    |           |           | | | |  |

#### Oktober
| 7 oktober, 14u30                                                       | PSV                                                                              | 4-0 (2-0) | NAC Breda | Opstelling PSV | Opstelling NAC Breda |  |
| Stadion: Philips Stadion, Eindhoven Toeschouwers: 32.000 Björn Kuipers | Jeremain Lens '24 Ola Toivonen '45+1 Mark van Bommel '56 Georginio Wijnaldum '86 |           |           | Waterman, Hutchinson, Derijck, Marcelo, Bouma, van Bommel (Locadia '77), Toivonen, Strootman, Narsingh (Wijnaldum '67), Lens, Mertens (Depay '81) | ten Rouwelaar, De Roover, Botteghin, Luijckx, Janse, Buijs, Gudelj, Hadouir (Lasnik '75), Hooi (Çiftçi '61), Schalk (Verbeek '61), Lurling |  |
| Stadion: Philips Stadion, Eindhoven Toeschouwers: 32.000 Björn Kuipers |                                                                                  |           |           | Waterman, Hutchinson, Derijck, Marcelo, Bouma, van Bommel (Locadia '77), Toivonen, Strootman, Narsingh (Wijnaldum '67), Lens, Mertens (Depay '81) | ten Rouwelaar, De Roover, Botteghin, Luijckx, Janse, Buijs, Gudelj, Hadouir (Lasnik '75), Hooi (Çiftçi '61), Schalk (Verbeek '61), Lurling |  |
| Stadion: Philips Stadion, Eindhoven Toeschouwers: 32.000 Björn Kuipers |                                                                                  |           |           | Waterman, Hutchinson, Derijck, Marcelo, Bouma, van Bommel (Locadia '77), Toivonen, Strootman, Narsingh (Wijnaldum '67), Lens, Mertens (Depay '81) | ten Rouwelaar, De Roover, Botteghin, Luijckx, Janse, Buijs, Gudelj, Hadouir (Lasnik '75), Hooi (Çiftçi '61), Schalk (Verbeek '61), Lurling |  |
|                                                                        |                                                                                  |           |           | | |  |

| 20 oktober, 19u45                                                          | PSV                                                    | 3-2 (0-2) | Willem II                            | Opstelling PSV | Opstelling Willem II |  |
| Stadion: Philips Stadion, Eindhoven Toeschouwers: 32.000 Alexandre Boucaut | Kevin Strootman '68 Kevin Strootman '79 Tim Matavž '82 |           | '16 Jens Podevijn '23 Niek Vossebelt | Waterman, Hutchinson, Derijck, Marcelo, Bouma (Willems '74), Wijnaldum, Engelaar (Locadia '29), Strootman, Narsingh (Matavž '46), Lens, Mertens | Meul, van Buuren , Haastrup, Peters, Piqué, Mulder, Ippel , Vossebelt (Brands '71), Snijders (Misidjan '83), Joachim, Podevijn (Höcher '65) |  |
| Stadion: Philips Stadion, Eindhoven Toeschouwers: 32.000 Alexandre Boucaut |                                                        |           |                                      | Waterman, Hutchinson, Derijck, Marcelo, Bouma (Willems '74), Wijnaldum, Engelaar (Locadia '29), Strootman, Narsingh (Matavž '46), Lens, Mertens | Meul, van Buuren , Haastrup, Peters, Piqué, Mulder, Ippel , Vossebelt (Brands '71), Snijders (Misidjan '83), Joachim, Podevijn (Höcher '65) |  |
| Stadion: Philips Stadion, Eindhoven Toeschouwers: 32.000 Alexandre Boucaut |                                                        |           |                                      | Waterman, Hutchinson, Derijck, Marcelo, Bouma (Willems '74), Wijnaldum, Engelaar (Locadia '29), Strootman, Narsingh (Matavž '46), Lens, Mertens | Meul, van Buuren , Haastrup, Peters, Piqué, Mulder, Ippel , Vossebelt (Brands '71), Snijders (Misidjan '83), Joachim, Podevijn (Höcher '65) |  |
|                                                                            |                                                        |           |                                      | | |  |

| 28 oktober, 14u30                                                  | PEC Zwolle            | 1-2 (0-0) | PSV                                       | Opstelling PEC Zwolle | Opstelling PSV |  |
| Stadion: Oosterenk Stadion, Zwolle Toeschouwers: 11.324 Ed Janssen | Joey van den Berg '54 |           | '75 Timothy Derijck '79 Joey van den Berg | Boer , van Polen , Aafjes (Nieveld '81), Lachman, Achenteh, Gravenbeek, van den Berg, Pluim, Broerse (Drost '80), Benson , Mokhtar (Reniers '60) | Waterman, Hutchinson, Derijck, Marcelo, Willems, Wijnaldum, Strootman, Ritzmaier (Matavž '65), Lens, Locadia (Depay '81), Mertens (Narsingh '65) |  |
| Stadion: Oosterenk Stadion, Zwolle Toeschouwers: 11.324 Ed Janssen |                       |           |                                           | Boer , van Polen , Aafjes (Nieveld '81), Lachman, Achenteh, Gravenbeek, van den Berg, Pluim, Broerse (Drost '80), Benson , Mokhtar (Reniers '60) | Waterman, Hutchinson, Derijck, Marcelo, Willems, Wijnaldum, Strootman, Ritzmaier (Matavž '65), Lens, Locadia (Depay '81), Mertens (Narsingh '65) |  |
| Stadion: Oosterenk Stadion, Zwolle Toeschouwers: 11.324 Ed Janssen |                       |           |                                           | Boer , van Polen , Aafjes (Nieveld '81), Lachman, Achenteh, Gravenbeek, van den Berg, Pluim, Broerse (Drost '80), Benson , Mokhtar (Reniers '60) | Waterman, Hutchinson, Derijck, Marcelo, Willems, Wijnaldum, Strootman, Ritzmaier (Matavž '65), Lens, Locadia (Depay '81), Mertens (Narsingh '65) |  |
|                                                                    |                       |           |                                           | | |  |

#### November
| 3 november, 20u45                                                       | PSV                                                                       | 4-0 (2-0) | Heracles Almelo | Opstelling PSV | Opstelling Heracles Almelo |  |
| Stadion: Philips Stadion, Eindhoven Toeschouwers: 33.000 Danny Makkelie | Dries Mertens '19 Luciano Narsingh '36 Kevin Strootman '74 Tim Matavž '81 |           |                 | Waterman, Manolev, Derijck, Marcelo, Willems (Bouma '76), Hutchinson, Wijnaldum, Strootman, Narsingh, Lens (Matavž '27), Mertens | Pasveer , te Wierik, Rienstra , Dorda, Bruns (Vejinović '64), Overtoom, Quansah , Duarte, Gouriye (Pedro '74), Armenteros, Everton (Castillion '46) |  |
| Stadion: Philips Stadion, Eindhoven Toeschouwers: 33.000 Danny Makkelie |                                                                           |           |                 | Waterman, Manolev, Derijck, Marcelo, Willems (Bouma '76), Hutchinson, Wijnaldum, Strootman, Narsingh, Lens (Matavž '27), Mertens | Pasveer , te Wierik, Rienstra , Dorda, Bruns (Vejinović '64), Overtoom, Quansah , Duarte, Gouriye (Pedro '74), Armenteros, Everton (Castillion '46) |  |
| Stadion: Philips Stadion, Eindhoven Toeschouwers: 33.000 Danny Makkelie |                                                                           |           |                 | Waterman, Manolev, Derijck, Marcelo, Willems (Bouma '76), Hutchinson, Wijnaldum, Strootman, Narsingh, Lens (Matavž '27), Mertens | Pasveer , te Wierik, Rienstra , Dorda, Bruns (Vejinović '64), Overtoom, Quansah , Duarte, Gouriye (Pedro '74), Armenteros, Everton (Castillion '46) |  |
|                                                                         |                                                                           |           |                 | | |  |

| 11 november, 16u30                                                        | PSV                                                                                          | 5-1 (1-1) | SC Heerenveen       | Opstelling PSV | Opstelling SC Heerenveen |  |
| Stadion: Philips Stadion, Eindhoven Toeschouwers: 33.500 Serdar Gözübüyük | Luciano Narsingh '23 Dries Mertens '52 Georginio Wijnaldum '62 Tim Matavž '83 Tim Matavž '86 |           | Daniël de Ridder '6 | Waterman, Hutchinson, Derijck, Marcelo, Willems, van Bommel , Wijnaldum, Strootman, Narsingh (Lens '70), Matavž, Mertens | Vandenbussche , Kum, Gouweleeuw, Zomer, Kruiswijk, Marecek, Đuričić, Kums, de Ridder (Valpoort '82), Finnbogason, van La Parra |  |
| Stadion: Philips Stadion, Eindhoven Toeschouwers: 33.500 Serdar Gözübüyük |                                                                                              |           |                     | Waterman, Hutchinson, Derijck, Marcelo, Willems, van Bommel , Wijnaldum, Strootman, Narsingh (Lens '70), Matavž, Mertens | Vandenbussche , Kum, Gouweleeuw, Zomer, Kruiswijk, Marecek, Đuričić, Kums, de Ridder (Valpoort '82), Finnbogason, van La Parra |  |
| Stadion: Philips Stadion, Eindhoven Toeschouwers: 33.500 Serdar Gözübüyük |                                                                                              |           |                     | Waterman, Hutchinson, Derijck, Marcelo, Willems, van Bommel , Wijnaldum, Strootman, Narsingh (Lens '70), Matavž, Mertens | Vandenbussche , Kum, Gouweleeuw, Zomer, Kruiswijk, Marecek, Đuričić, Kums, de Ridder (Valpoort '82), Finnbogason, van La Parra |  |
|                                                                           |                                                                                              |           |                     | | |  |

| 17 november, 18u45                                                       | ADO Den Haag         | 1-6 (0-3) | PSV Eindhoven | Opstelling ADO Den Haag | Opstelling PSV Eindhoven |  |
| Stadion: Kyocera Stadion, Den Haag Toeschouwers: 10.129 Richard Liesveld | Charlton Vicento '62 |           | '14 Luciano Narsingh '23 Kevin Strootman '33 Dries Mertens '53 Georginio Wijnaldum '72 Timothy Derijck '81 Orlando Engelaar | Coutinho, Malone , Beugelsdijk, Wormgoor, Meijers , Jansen, Visser (Van Duinen '46), Toornstra, Chery (Supusepa '46), Poepon, Vicento | Waterman, Hutchinson, Derijck, Marcelo , Willems (Bouma '71), Van Bommel, Wijnaldum, Strootman (Engelaar '76), Narsingh, Lens, Mertens (Depay '78) |  |
| Stadion: Kyocera Stadion, Den Haag Toeschouwers: 10.129 Richard Liesveld |                      |           | | Coutinho, Malone , Beugelsdijk, Wormgoor, Meijers , Jansen, Visser (Van Duinen '46), Toornstra, Chery (Supusepa '46), Poepon, Vicento | Waterman, Hutchinson, Derijck, Marcelo , Willems (Bouma '71), Van Bommel, Wijnaldum, Strootman (Engelaar '76), Narsingh, Lens, Mertens (Depay '78) |  |
| Stadion: Kyocera Stadion, Den Haag Toeschouwers: 10.129 Richard Liesveld |                      |           | | Coutinho, Malone , Beugelsdijk, Wormgoor, Meijers , Jansen, Visser (Van Duinen '46), Toornstra, Chery (Supusepa '46), Poepon, Vicento | Waterman, Hutchinson, Derijck, Marcelo , Willems (Bouma '71), Van Bommel, Wijnaldum, Strootman (Engelaar '76), Narsingh, Lens, Mertens (Depay '78) |  |
|                                                                          |                      |           | | | |  |

| 25 november, 14u30                                                   | PSV                | 1-2 (1-1) | Vitesse                             | Opstelling PSV | Opstelling Vitesse |  |
| Stadion: Philips Stadion, Eindhoven Toeschouwers: 33.000 Bas Nijhuis | Timothy Derijck '5 |           | '15 Jonathan Reis '74 Wilfried Bony | Waterman, Hutchinson, Derijck (Locadia '79), Marcelo, Bouma, van Bommel, Wijnaldum, Strootman , Narsingh, Lens, Mertens | Velthuizen, Kalas, Kasjia, Van der Heijden, Van Aanholt, Ibarra (Pröpper '90), Janssen, Van Ginkel , Kakuta, Bony , Reis (Cziommer '79) |  |
| Stadion: Philips Stadion, Eindhoven Toeschouwers: 33.000 Bas Nijhuis |                    |           |                                     | Waterman, Hutchinson, Derijck (Locadia '79), Marcelo, Bouma, van Bommel, Wijnaldum, Strootman , Narsingh, Lens, Mertens | Velthuizen, Kalas, Kasjia, Van der Heijden, Van Aanholt, Ibarra (Pröpper '90), Janssen, Van Ginkel , Kakuta, Bony , Reis (Cziommer '79) |  |
| Stadion: Philips Stadion, Eindhoven Toeschouwers: 33.000 Bas Nijhuis |                    |           |                                     | Waterman, Hutchinson, Derijck (Locadia '79), Marcelo, Bouma, van Bommel, Wijnaldum, Strootman , Narsingh, Lens, Mertens | Velthuizen, Kalas, Kasjia, Van der Heijden, Van Aanholt, Ibarra (Pröpper '90), Janssen, Van Ginkel , Kakuta, Bony , Reis (Cziommer '79) |  |
|                                                                      |                    |           |                                     | | |  |

#### December
| 1 december, 20u45                                                      | Ajax                                                 | 3-1 (1-1) | PSV Eindhoven     | Opstelling Ajax | Opstelling PSV Eindhoven |  |
| Stadion: Amsterdam ArenA, Amsterdam Toeschouwers: 51.064 Björn Kuipers | Siem de Jong '29 Danny Hoesen '72 Viktor Fischer '87 |           | '36 Jeremain Lens | Vermeer, Van Rhijn , Alderweireld (Veltman '76), Moisander, Blind, De Jong, Poulsen, Eriksen, Boerrigter (Sana '70), Hoesen (Schöne '80), Fischer | Waterman, Hutchinson, Derijck (Depay '84), Marcelo, Willems (Bouma '46), Van Bommel , Wijnaldum (Matavž '76), Strootman, Narsingh , Lens, Mertens |  |
| Stadion: Amsterdam ArenA, Amsterdam Toeschouwers: 51.064 Björn Kuipers |                                                      |           |                   | Vermeer, Van Rhijn , Alderweireld (Veltman '76), Moisander, Blind, De Jong, Poulsen, Eriksen, Boerrigter (Sana '70), Hoesen (Schöne '80), Fischer | Waterman, Hutchinson, Derijck (Depay '84), Marcelo, Willems (Bouma '46), Van Bommel , Wijnaldum (Matavž '76), Strootman, Narsingh , Lens, Mertens |  |
| Stadion: Amsterdam ArenA, Amsterdam Toeschouwers: 51.064 Björn Kuipers |                                                      |           |                   | Vermeer, Van Rhijn , Alderweireld (Veltman '76), Moisander, Blind, De Jong, Poulsen, Eriksen, Boerrigter (Sana '70), Hoesen (Schöne '80), Fischer | Waterman, Hutchinson, Derijck (Depay '84), Marcelo, Willems (Bouma '46), Van Bommel , Wijnaldum (Matavž '76), Strootman, Narsingh , Lens, Mertens |  |
|                                                                        |                                                      |           |                   | | |  |

| 9 december, 14u30                                                       | PSV                                                         | 3-0 (1-0) | FC Twente | Opstelling PSV                                                                                        | Opstelling FC Twente |  |
| Stadion: Philips Stadion, Eindhoven Toeschouwers: 34.400 Pol van Boekel | Georginio Wijnaldum '38 Tim Matavž '80 Luciano Narsingh '82 |           |           | Waterman, Manolev , Derijck, Marcelo, Bouma, Hutchinson, Wijnaldum, Strootman, Narsingh, Matavž, Lens | Boschker, Rosales, Douglas , Bengtsson, Schilder (Braafheid '54), Janssen (Gyasi '67), Brama (Castaignos '81), Fer, Tadić , Boelykin, Chadli |  |
| Stadion: Philips Stadion, Eindhoven Toeschouwers: 34.400 Pol van Boekel |                                                             |           |           | Waterman, Manolev , Derijck, Marcelo, Bouma, Hutchinson, Wijnaldum, Strootman, Narsingh, Matavž, Lens | Boschker, Rosales, Douglas , Bengtsson, Schilder (Braafheid '54), Janssen (Gyasi '67), Brama (Castaignos '81), Fer, Tadić , Boelykin, Chadli |  |
| Stadion: Philips Stadion, Eindhoven Toeschouwers: 34.400 Pol van Boekel |                                                             |           |           | Waterman, Manolev , Derijck, Marcelo, Bouma, Hutchinson, Wijnaldum, Strootman, Narsingh, Matavž, Lens | Boschker, Rosales, Douglas , Bengtsson, Schilder (Braafheid '54), Janssen (Gyasi '67), Brama (Castaignos '81), Fer, Tadić , Boelykin, Chadli |  |
|                                                                         |                                                             |           |           | | |  |

### Stand
Bijgewerkt t/m 7 apr 2013 (MEZT)
|          | pos | club             | gs | w  | g  | v  | pnt | dv | dt | ds  |
| -------- | --- | ---------------- | -- | -- | -- | -- | --- | -- | -- | --- |
| Stabiel  | 1.  | Ajax             | 29 | 18 | 9  | 2  | 63  | 70 | 28 | +42 |
| Stabiel  | 2.  | PSV*             | 29 | 19 | 3  | 7  | 60  | 88 | 32 | +56 |
| Stabiel  | 3.  | Vitesse          | 29 | 18 | 6  | 5  | 60  | 60 | 32 | +28 |
| Stabiel  | 4.  | Feyenoord        | 29 | 18 | 5  | 6  | 59  | 54 | 35 | +19 |
| Stabiel  | 5.  | FC Twente        | 29 | 14 | 9  | 6  | 51  | 46 | 26 | +20 |
| Stabiel  | 6.  | FC Utrecht       | 29 | 15 | 6  | 8  | 51  | 43 | 32 | +11 |
| Stabiel  | 7.  | sc Heerenveen    | 29 | 10 | 8  | 11 | 38  | 44 | 51 | −7  |
| Gestegen | 8.  | N.E.C.           | 29 | 10 | 7  | 12 | 37  | 38 | 50 | −12 |
| Gedaald  | 9.  | ADO Den Haag     | 29 | 8  | 12 | 9  | 36  | 42 | 53 | −11 |
| Gestegen | 10. | FC Groningen     | 29 | 10 | 6  | 13 | 36  | 30 | 45 | −15 |
| Gedaald  | 11. | Heracles Almelo  | 29 | 8  | 10 | 11 | 34  | 53 | 59 | −6  |
| Stabiel  | 12. | NAC Breda        | 29 | 8  | 8  | 13 | 32  | 33 | 47 | −14 |
| Stabiel  | 13. | RKC Waalwijk     | 29 | 7  | 9  | 13 | 30  | 32 | 37 | −5  |
| Stabiel  | 14. | AZ*              | 29 | 7  | 9  | 13 | 30  | 41 | 49 | −8  |
| Stabiel  | 15. | PEC Zwolle       | 29 | 7  | 9  | 13 | 30  | 32 | 46 | −14 |
| Stabiel  | 16. | Roda JC Kerkrade | 29 | 5  | 11 | 13 | 26  | 40 | 58 | −18 |
| Stabiel  | 17. | VVV-Venlo        | 29 | 5  | 7  | 17 | 22  | 29 | 57 | −28 |
| Stabiel  | 18. | Willem II        | 29 | 3  | 8  | 18 | 17  | 26 | 64 | −38 |

## Europees voetbal

### Europa League

#### Play-offronde
| 23 augustus 2012, 21u00                                                    | FK Zeta | 0-5 (0-1) | PSV                                                                                      | Opstelling FK Zeta | Opstelling PSV                                                                                         |  |
| Stadion: Stadion Pod Goricom, Podgorica Toeschouwers: 3000 Alexei Nikolaev |         |           | '2 Ola Toivonen '74 Tim Matavž '77 Kevin Strootman '83 Jeremain Lens '90 Mark van Bommel | Bulatović, M. Radulović, M. B. Radulović, Vujačić , Novović, Došljak, Božović (Ajković '46), Burzanović, Zlatičanin (Z. Peličić '81), Boljević, Korać | Tytoń, Hutchinson, Derijck, Marcelo, Ritzmaier, Toivonen, van Bommel, Strootman, Lens, Matavž, Mertens |  |
| Stadion: Stadion Pod Goricom, Podgorica Toeschouwers: 3000 Alexei Nikolaev |         |           |                                                                                          | Bulatović, M. Radulović, M. B. Radulović, Vujačić , Novović, Došljak, Božović (Ajković '46), Burzanović, Zlatičanin (Z. Peličić '81), Boljević, Korać | Tytoń, Hutchinson, Derijck, Marcelo, Ritzmaier, Toivonen, van Bommel, Strootman, Lens, Matavž, Mertens |  |
| Stadion: Stadion Pod Goricom, Podgorica Toeschouwers: 3000 Alexei Nikolaev |         |           |                                                                                          | Bulatović, M. Radulović, M. B. Radulović, Vujačić , Novović, Došljak, Božović (Ajković '46), Burzanović, Zlatičanin (Z. Peličić '81), Boljević, Korać | Tytoń, Hutchinson, Derijck, Marcelo, Ritzmaier, Toivonen, van Bommel, Strootman, Lens, Matavž, Mertens |  |
|                                                                            |         |           |                                                                                          | | |  |

| 30 augustus 2012, 19u00                                                | PSV | 9-0 (5-0) | FK Zeta | Opstelling PSV | Opstelling FK Zeta |  |
| Stadion: Philips Stadion, Eindhoven Toeschouwers: 22000 Menashe Masiah | Zanka '5 Peter van Ooijen '12 Tim Matavž '15 Tim Matavž '27 Georginio Wijnaldum '39 Tim Matavž '63 Georginio Wijnaldum '67 Peter van Ooijen '74 Georginio Wijnaldum '83 |           |         | Waterman, Manolev, Derijck, Zanka , Willems (Ritzmaier '46), Engelaar, van Ooijen, Wijnaldum, Narsingh, Matavž, Depay | Bulatović, M. Radulović , Kaluđerović, M. B. Radulović (Vujačić '30), Novović, Z. Peličić (Ajković '46), Božović (Zlatičanin '71), Došljak, Burzanović, Boljević, Korać |  |
| Stadion: Philips Stadion, Eindhoven Toeschouwers: 22000 Menashe Masiah | |           |         | Waterman, Manolev, Derijck, Zanka , Willems (Ritzmaier '46), Engelaar, van Ooijen, Wijnaldum, Narsingh, Matavž, Depay | Bulatović, M. Radulović , Kaluđerović, M. B. Radulović (Vujačić '30), Novović, Z. Peličić (Ajković '46), Božović (Zlatičanin '71), Došljak, Burzanović, Boljević, Korać |  |
| Stadion: Philips Stadion, Eindhoven Toeschouwers: 22000 Menashe Masiah | |           |         | Waterman, Manolev, Derijck, Zanka , Willems (Ritzmaier '46), Engelaar, van Ooijen, Wijnaldum, Narsingh, Matavž, Depay | Bulatović, M. Radulović , Kaluđerović, M. B. Radulović (Vujačić '30), Novović, Z. Peličić (Ajković '46), Božović (Zlatičanin '71), Došljak, Burzanović, Boljević, Korać |  |
|                                                                        | |           |         | | |  |

#### Groepsfase
| # | Club           | Wedstrijden | Wedstrijden | Wedstrijden | Wedstrijden | Doelpunten | Doelpunten | Doelpunten | Punten |
| - | -------------- | ----------- | ----------- | ----------- | ----------- | ---------- | ---------- | ---------- | ------ |
| # | Club           | Gespeeld    | Winst       | Gelijk      | Verlies     | Voor       | Tegen      | Saldo      | Punten |
| 1 | Dnipropetrovsk | 6           | 5           | 0           | 1           | 16         | 8          | +8         | 15     |
| 2 | SSC Napoli     | 6           | 3           | 0           | 3           | 12         | 12         | 0          | 9      |
| 3 | PSV Eindhoven  | 6           | 2           | 1           | 3           | 8          | 7          | +1         | 7      |
| 4 | AIK Solna      | 6           | 1           | 1           | 4           | 5          | 14         | −9         | 4      |

| 20 september 2012, 19u00                                                    | Dnipro Dnipropetrovsk                 | 2-0 (0-0) | PSV | Opstelling Dnipro Dnipropetrovsk | Opstelling PSV |  |
| Stadion: Dnipro Arena, Dnipropetrovsk Toeschouwers: 28.000 Miroslav Zelinka | Matheus '50 Atiba Hutchinson '58 e.d. |           |     | Laštůvka, Mazuch, Mandzyuk, Cheberyachko , Strinić, Matheus (Odibe '90+1), Rotan, Giuliano, Konopljanka (Denisov '85), Zozoelja (Kankava '85), Seleznjov | Waterman, Hutchinson, Marcelo, Derijck, Willems Engelaar '46), van Bommel, Toivonen , Strootman , Narsingh (Matavž '74), Lens , Mertens (Depay '75) |  |
| Stadion: Dnipro Arena, Dnipropetrovsk Toeschouwers: 28.000 Miroslav Zelinka |                                       |           |     | Laštůvka, Mazuch, Mandzyuk, Cheberyachko , Strinić, Matheus (Odibe '90+1), Rotan, Giuliano, Konopljanka (Denisov '85), Zozoelja (Kankava '85), Seleznjov | Waterman, Hutchinson, Marcelo, Derijck, Willems Engelaar '46), van Bommel, Toivonen , Strootman , Narsingh (Matavž '74), Lens , Mertens (Depay '75) |  |
| Stadion: Dnipro Arena, Dnipropetrovsk Toeschouwers: 28.000 Miroslav Zelinka |                                       |           |     | Laštůvka, Mazuch, Mandzyuk, Cheberyachko , Strinić, Matheus (Odibe '90+1), Rotan, Giuliano, Konopljanka (Denisov '85), Zozoelja (Kankava '85), Seleznjov | Waterman, Hutchinson, Marcelo, Derijck, Willems Engelaar '46), van Bommel, Toivonen , Strootman , Narsingh (Matavž '74), Lens , Mertens (Depay '75) |  |
|                                                                             |                                       |           |     | | |  |

| 4 oktober 2012, 21u05                                                    | PSV                                             | 3-0 (2-0) | Napoli | Opstelling PSV                                                                                            | Opstelling Napoli |  |
| Stadion: Philips Stadion, Eindhoven Toeschouwers: 18.000 Alexandru Tudor | Jeremain Lens '19 Dries Mertens 41' Marcelo '52 |           |        | Waterman, Hutchinson, Derijck , Marcelo, Bouma , van Bommel, Toivonen, Strootman, Narsingh, Lens, Mertens | Rosati, Aronica , Cannavaro , Fernández , Donadel, Dossena (Zúñiga '72), El Kaddouri (Cavani '46), Mesto , Džemaili, Insigne (Pandev '62), Vargas |  |
| Stadion: Philips Stadion, Eindhoven Toeschouwers: 18.000 Alexandru Tudor |                                                 |           |        | Waterman, Hutchinson, Derijck , Marcelo, Bouma , van Bommel, Toivonen, Strootman, Narsingh, Lens, Mertens | Rosati, Aronica , Cannavaro , Fernández , Donadel, Dossena (Zúñiga '72), El Kaddouri (Cavani '46), Mesto , Džemaili, Insigne (Pandev '62), Vargas |  |
| Stadion: Philips Stadion, Eindhoven Toeschouwers: 18.000 Alexandru Tudor |                                                 |           |        | Waterman, Hutchinson, Derijck , Marcelo, Bouma , van Bommel, Toivonen, Strootman, Narsingh, Lens, Mertens | Rosati, Aronica , Cannavaro , Fernández , Donadel, Dossena (Zúñiga '72), El Kaddouri (Cavani '46), Mesto , Džemaili, Insigne (Pandev '62), Vargas |  |
|                                                                          |                                                 |           |        | | |  |

| 25 oktober 2012, 21u05                                                  | PSV               | 1-1 (0-0) | AIK Solna          | Opstelling PSV | Opstelling AIK Solna |  |
| Stadion: Philips Stadion, Eindhoven Toeschouwers: 14.400 Emir Aleckovic | Jeremain Lens '80 |           | '61 Kwame Karikari | Waterman (Tytoń '57), Hutchinson, Derijck, Marcelo, Willems, Strootman , Wijnaldum, van Ooijen (Narsingh '55), Lens, Matavž, Mertens | Turina , Karlsson, Johansson, Majstorović , Daníelsson, Matumba (Lundberg '72), Borges, Lalawélé (Gustavsson '46), Quaison (Banhura '64), Lorentzon, Karikari |  |
| Stadion: Philips Stadion, Eindhoven Toeschouwers: 14.400 Emir Aleckovic |                   |           |                    | Waterman (Tytoń '57), Hutchinson, Derijck, Marcelo, Willems, Strootman , Wijnaldum, van Ooijen (Narsingh '55), Lens, Matavž, Mertens | Turina , Karlsson, Johansson, Majstorović , Daníelsson, Matumba (Lundberg '72), Borges, Lalawélé (Gustavsson '46), Quaison (Banhura '64), Lorentzon, Karikari |  |
| Stadion: Philips Stadion, Eindhoven Toeschouwers: 14.400 Emir Aleckovic |                   |           |                    | Waterman (Tytoń '57), Hutchinson, Derijck, Marcelo, Willems, Strootman , Wijnaldum, van Ooijen (Narsingh '55), Lens, Matavž, Mertens | Turina , Karlsson, Johansson, Majstorović , Daníelsson, Matumba (Lundberg '72), Borges, Lalawélé (Gustavsson '46), Quaison (Banhura '64), Lorentzon, Karikari |  |
|                                                                         |                   |           |                    | | |  |

| 8 november 2012, 19u00                                               | AIK Solna           | 1-0 (1-0) | PSV | Opstelling AIK Solna | Opstelling PSV |  |
| Stadion: Råsunda Stadium, Solna Toeschouwers: 12.360 Maxim Layushkin | Mohamed Bangura '12 |           |     | Turina, Lorentzson, Backman, Karlsson, Johansson, Gustavsson (Tjernström '75), Daníelsson, Ibrahim, Quaison (Lundberg '69), Borges, Bangura | Waterman, Manolev (Depay '75), Derijck, Marcelo, Willems, Hutchinson, Wijnaldum, Engelaar, Narsingh (Locadia '65), Matavž, Mertens |  |
| Stadion: Råsunda Stadium, Solna Toeschouwers: 12.360 Maxim Layushkin |                     |           |     | Turina, Lorentzson, Backman, Karlsson, Johansson, Gustavsson (Tjernström '75), Daníelsson, Ibrahim, Quaison (Lundberg '69), Borges, Bangura | Waterman, Manolev (Depay '75), Derijck, Marcelo, Willems, Hutchinson, Wijnaldum, Engelaar, Narsingh (Locadia '65), Matavž, Mertens |  |
| Stadion: Råsunda Stadium, Solna Toeschouwers: 12.360 Maxim Layushkin |                     |           |     | Turina, Lorentzson, Backman, Karlsson, Johansson, Gustavsson (Tjernström '75), Daníelsson, Ibrahim, Quaison (Lundberg '69), Borges, Bangura | Waterman, Manolev (Depay '75), Derijck, Marcelo, Willems, Hutchinson, Wijnaldum, Engelaar, Narsingh (Locadia '65), Matavž, Mertens |  |
|                                                                      |                     |           |     | | |  |

| 22 november 2012, 21u05                                                    | PSV                     | 1-2 (1-1) | Dnipro Dnipropetrovsk                  | Opstelling PSV | Opstelling Dnipro Dnipropetrovsk |
| Stadion: Philips Stadion, Eindhoven Toeschouwers: 27.000 Carlos Clos Gómez | Georginio Wijnaldum '18 |           | Artem Fedetskyi '24 Roman Zozoelja '74 |                |                                  |
| Stadion: Philips Stadion, Eindhoven Toeschouwers: 27.000 Carlos Clos Gómez |                         |           |                                        |                |                                  |
| Stadion: Philips Stadion, Eindhoven Toeschouwers: 27.000 Carlos Clos Gómez |                         |           |                                        |                |                                  |
|                                                                            |                         |           |                                        |                |                                  |

| 6 december 2012, 19u00                                          | Napoli             | 1-3 (1-2) | PSV                                          | Opstelling Napoli | Opstelling PSV |
| Stadion: Stadio San Paolo, Napels Toeschouwers: 9.434 Mike Dean | Edinson Cavani '18 |           | Tim Matavž '30 Tim Matavž '41 Tim Matavž '60 |                   |                |
| Stadion: Stadio San Paolo, Napels Toeschouwers: 9.434 Mike Dean |                    |           |                                              |                   |                |
| Stadion: Stadio San Paolo, Napels Toeschouwers: 9.434 Mike Dean |                    |           |                                              |                   |                |
|                                                                 |                    |           |                                              |                   |                |

## KNVB Beker

### Tweede Ronde
| 27 september, 18u45                                                      | Achilles '29                     | 2-3 (1-3) | PSV                                              | Opstelling Achilles '29 | Opstelling PSV |  |
| Stadion: Sportpark De Heikant, Groesbeek Toeschouwers: 4.000 Ruud Bossen | Thijs Hendriks '2 Ivo Rigter '63 |           | '25 Jürgen Locadia '27 Zanka '32 Timothy Derijck | Ditewig, Sanders, Rijnbeek, Konings , Verhoeven, Scholten (Paau '46), Smits, Lanting, van Straaten, Thoone (Rigter '46), Hendriks (van der Groes '87) | Waterman, Hutchinson, Zanka (Marcelo '31), Derijck, Ritzmaier, Wijnaldum, Strootman, van Ooijen, Narsingh, Locadia , Depay (Jeremain Lens '80) |  |
| Stadion: Sportpark De Heikant, Groesbeek Toeschouwers: 4.000 Ruud Bossen |                                  |           |                                                  | Ditewig, Sanders, Rijnbeek, Konings , Verhoeven, Scholten (Paau '46), Smits, Lanting, van Straaten, Thoone (Rigter '46), Hendriks (van der Groes '87) | Waterman, Hutchinson, Zanka (Marcelo '31), Derijck, Ritzmaier, Wijnaldum, Strootman, van Ooijen, Narsingh, Locadia , Depay (Jeremain Lens '80) |  |
| Stadion: Sportpark De Heikant, Groesbeek Toeschouwers: 4.000 Ruud Bossen |                                  |           |                                                  | Ditewig, Sanders, Rijnbeek, Konings , Verhoeven, Scholten (Paau '46), Smits, Lanting, van Straaten, Thoone (Rigter '46), Hendriks (van der Groes '87) | Waterman, Hutchinson, Zanka (Marcelo '31), Derijck, Ritzmaier, Wijnaldum, Strootman, van Ooijen, Narsingh, Locadia , Depay (Jeremain Lens '80) |  |
|                                                                          |                                  |           |                                                  | | |  |

### Derde Ronde
| 31 oktober 2012, 19u45                             | PSV                                                          | 3-1 (1-0) | EHC              | Opstelling PSV                                                                                                   | Opstelling EHC |  |
| Stadion: Philips Stadion, Eindhoven Tom van Sichem | Memphis Depay 20' Georginio Wijnaldum 74' Gianluca Maria 90' |           | 84' Ron Starmans | Tytoń, Manolev, Jørgensen, Bouma, Ritzmaier, van Ooijen, Engelaar, Depay (Wijnaldum 64'), Locadia, Matavž, Maria | Hermans, Rompelberg, Gellen, van Ewijk (Kunu 78'), Weiser, Jacobs, Mahmoud (Grens 78'), Raeven, Gielkens, Starmans, Schors (van Dijk 77') |  |
| Stadion: Philips Stadion, Eindhoven Tom van Sichem |                                                              |           |                  | Tytoń, Manolev, Jørgensen, Bouma, Ritzmaier, van Ooijen, Engelaar, Depay (Wijnaldum 64'), Locadia, Matavž, Maria | Hermans, Rompelberg, Gellen, van Ewijk (Kunu 78'), Weiser, Jacobs, Mahmoud (Grens 78'), Raeven, Gielkens, Starmans, Schors (van Dijk 77') |  |
| Stadion: Philips Stadion, Eindhoven Tom van Sichem |                                                              |           |                  | Tytoń, Manolev, Jørgensen, Bouma, Ritzmaier, van Ooijen, Engelaar, Depay (Wijnaldum 64'), Locadia, Matavž, Maria | Hermans, Rompelberg, Gellen, van Ewijk (Kunu 78'), Weiser, Jacobs, Mahmoud (Grens 78'), Raeven, Gielkens, Starmans, Schors (van Dijk 77') |  |
|                                                    |                                                              |           |                  | | |  |

### Achtste finale
| 31 oktober 2012, 19u45                                                        | Rijnsburgse Boys | 0-4 (0-3) | PSV                                                                    | Opstelling Rijnsburgse Boys | Opstelling PSV |  |
| Stadion: Sportpark Middelmors, Rijnsburg Toeschouwers: 3.000 Richard Liesveld |                  |           | Stanislav Manolev 4' Tim Matavž 22' Tim Matavž 26' Kevin Strootman 64' | van der Meer, van Beuningen, Kolder (Zandbergen 73'), Kras, Strooker, Freke, van den Bogaart, van der Vijver (Serdar 58'), Schet, Gootjes (Kluin 68'), van Bochoven | Waterman, Manolev, Derijck, Jørgensen, Vuković, van Ooijen, Wijnaldum (Engelaar 46'), Strootman (Schouw 65'), Narsingh, Matavž (Locadia 68'), Depay |  |
| Stadion: Sportpark Middelmors, Rijnsburg Toeschouwers: 3.000 Richard Liesveld |                  |           |                                                                        | van der Meer, van Beuningen, Kolder (Zandbergen 73'), Kras, Strooker, Freke, van den Bogaart, van der Vijver (Serdar 58'), Schet, Gootjes (Kluin 68'), van Bochoven | Waterman, Manolev, Derijck, Jørgensen, Vuković, van Ooijen, Wijnaldum (Engelaar 46'), Strootman (Schouw 65'), Narsingh, Matavž (Locadia 68'), Depay |  |
| Stadion: Sportpark Middelmors, Rijnsburg Toeschouwers: 3.000 Richard Liesveld |                  |           |                                                                        | van der Meer, van Beuningen, Kolder (Zandbergen 73'), Kras, Strooker, Freke, van den Bogaart, van der Vijver (Serdar 58'), Schet, Gootjes (Kluin 68'), van Bochoven | Waterman, Manolev, Derijck, Jørgensen, Vuković, van Ooijen, Wijnaldum (Engelaar 46'), Strootman (Schouw 65'), Narsingh, Matavž (Locadia 68'), Depay |  |
|                                                                               |                  |           |                                                                        | | |  |

### Kwartfinale
| 30 januari 2013, 20u45                                              | PSV                                   | 2-1 (1-1) | Feyenoord          | Opstelling PSV | Opstelling Feyenoord |  |
| Stadion: Philips Stadion, Eindhoven Toeschouwers: 15.000 Kevin Blom | Dries Mertens 20' Mark van Bommel 78' |           | Graziano Pellè 29' | Waterman, Hutchinson, Derijck, Marcelo, Willems (Bouma'75), van Bommel, Wijnaldum , Strootman , Lens, Matavž, Mertens (Hiljemark'88) | Mulder, van Beek (Vormer'83), de Vrij , Mathijsen, Martins Indi, Clasie , Immers, Vilhena, Achahbar (Verhoek'66), Pellè , Boëtius (Singh'88) |  |
| Stadion: Philips Stadion, Eindhoven Toeschouwers: 15.000 Kevin Blom |                                       |           |                    | Waterman, Hutchinson, Derijck, Marcelo, Willems (Bouma'75), van Bommel, Wijnaldum , Strootman , Lens, Matavž, Mertens (Hiljemark'88) | Mulder, van Beek (Vormer'83), de Vrij , Mathijsen, Martins Indi, Clasie , Immers, Vilhena, Achahbar (Verhoek'66), Pellè , Boëtius (Singh'88) |  |
| Stadion: Philips Stadion, Eindhoven Toeschouwers: 15.000 Kevin Blom |                                       |           |                    | Waterman, Hutchinson, Derijck, Marcelo, Willems (Bouma'75), van Bommel, Wijnaldum , Strootman , Lens, Matavž, Mertens (Hiljemark'88) | Mulder, van Beek (Vormer'83), de Vrij , Mathijsen, Martins Indi, Clasie , Immers, Vilhena, Achahbar (Verhoek'66), Pellè , Boëtius (Singh'88) |  |
|                                                                     |                                       |           |                    | | |  |

### Halve finale
| 27 februari 2013, 18u45                                              | PEC Zwolle | 0-3 (0-2) | PSV                                                         | Opstelling PEC Zwolle | Opstelling PSV                                                                                                 |  |
| Stadion: IJsseldeltastadion, Zwolle Toeschouwers: 12.324 Ruud Bossen |            |           | Jürgen Locadia '16' Jürgen Locadia '34' Jürgen Locadia '85' | Boer, van Polen , Lachman, Broerse (Benson'46), Achenteh, Gravenbeek (Hintum'46), Pluim, Slot (F Narsingh'70), Klich, Mokhtar, Avdić | Waterman, Hutchinson, Derijck, Marcelo, Willems, Hiljemark, van Bommel, Strootman, Wijnaldum, Locadia, Mertens |  |
| Stadion: IJsseldeltastadion, Zwolle Toeschouwers: 12.324 Ruud Bossen |            |           |                                                             | Boer, van Polen , Lachman, Broerse (Benson'46), Achenteh, Gravenbeek (Hintum'46), Pluim, Slot (F Narsingh'70), Klich, Mokhtar, Avdić | Waterman, Hutchinson, Derijck, Marcelo, Willems, Hiljemark, van Bommel, Strootman, Wijnaldum, Locadia, Mertens |  |
| Stadion: IJsseldeltastadion, Zwolle Toeschouwers: 12.324 Ruud Bossen |            |           |                                                             | Boer, van Polen , Lachman, Broerse (Benson'46), Achenteh, Gravenbeek (Hintum'46), Pluim, Slot (F Narsingh'70), Klich, Mokhtar, Avdić | Waterman, Hutchinson, Derijck, Marcelo, Willems, Hiljemark, van Bommel, Strootman, Wijnaldum, Locadia, Mertens |  |
|                                                                      |            |           |                                                             | | |  |

### Finale
| 9 mei 2013, 18u00                                              | AZ                                 | 2-1 (2-1) | PSV                 | Opstelling AZ | Opstelling PSV |  |
| Stadion: De Kuip, Rotterdam Toeschouwers: 50.000 Björn Kuipers | Adam Maher '12' Jozy Altidore '14' |           | Jürgen Locadia '31' | Esteban, Marcellis (Johansson'67), Reijnen, Viergever, Gi. Wijnaldum , Maher, Henriksen, Elm, Beerens, Altidore (Jóhannsson'88), Gudmundsson (Berghuis'74) | Waterman, Hutchinson, Bouma (Matavž'79), Marcelo, Willems, Van Bommel, Toivonen (Ge. Wijnaldum'68), Strootman, Lens, Locadia, Mertens (Depay'85) |  |
| Stadion: De Kuip, Rotterdam Toeschouwers: 50.000 Björn Kuipers |                                    |           |                     | Esteban, Marcellis (Johansson'67), Reijnen, Viergever, Gi. Wijnaldum , Maher, Henriksen, Elm, Beerens, Altidore (Jóhannsson'88), Gudmundsson (Berghuis'74) | Waterman, Hutchinson, Bouma (Matavž'79), Marcelo, Willems, Van Bommel, Toivonen (Ge. Wijnaldum'68), Strootman, Lens, Locadia, Mertens (Depay'85) |  |
| Stadion: De Kuip, Rotterdam Toeschouwers: 50.000 Björn Kuipers |                                    |           |                     | Esteban, Marcellis (Johansson'67), Reijnen, Viergever, Gi. Wijnaldum , Maher, Henriksen, Elm, Beerens, Altidore (Jóhannsson'88), Gudmundsson (Berghuis'74) | Waterman, Hutchinson, Bouma (Matavž'79), Marcelo, Willems, Van Bommel, Toivonen (Ge. Wijnaldum'68), Strootman, Lens, Locadia, Mertens (Depay'85) |  |
|                                                                |                                    |           |                     | | |  |

## Topscorers 2012/2013
| #      | Naam                      | Goal |
| ------ | ------------------------- | ---- |
| 1.     | Memphis Depay             | 5    |
| 2.     | Dries Mertens             | 3    |
| 2.     | Jeremain Lens             | 3    |
| 2.     | Georginio Wijnaldum       | 3    |
| 5.     | Jürgen Locadia            | 2    |
| 5.     | Marcel Ritzmaier          | 2    |
| 7.     | Peter van Ooijen          | 1    |
| 7.     | Orlando Engelaar          | 1    |
| 7.     | Timothy Derijck           | 1    |
| 7.     | Tim Matavž                | 1    |
| 7.     | Marcelo                   | 1    |
| 7.     | Mathias 'Zanka' Jørgensen | 1    |
| 7.     | Ola Toivonen              | 1    |
| 7.     | Kevin Strootman           | 1    |
| Totaal | Totaal                    | 26   |

| Nr.    | Naam                | Goal |
| ------ | ------------------- | ---- |
| 1.     | Ola Toivonen        | 2    |
| 2.     | Jeremain Lens       | 1    |
| 2.     | Georginio Wijnaldum | 1    |
| Totaal | Totaal              | 4    |

| Nr.                           | Naam                          | Goal |
| ----------------------------- | ----------------------------- | ---- |
| 1.                            | Dries Mertens                 | 16   |
| 1.                            | Tim Matavž                    | 11   |
| 3.                            | Kevin Strootman               | 5    |
| 4.                            | Jeremain Lens                 | 15   |
| 4.                            | Ola Toivonen                  | 8    |
| 4.                            | Georginio Wijnaldum           | 14   |
| 4.                            | Jürgen Locadia                | 6    |
| 8.                            | Atiba Hutchinson              | 2    |
| 8.                            | Mark van Bommel               | 6    |
| 8.                            | Luciano Narsingh              | 6    |
| 11.                           | Memphis Depay                 | 2    |
| 11.                           | Marcelo                       | 1    |
| 11.                           | Timothy Derijck               | 4    |
| Eigen doelpunten tegenstander | Eigen doelpunten tegenstander | 4    |
| Totaal                        | Totaal                        | 103  |

| Nr.    | Naam                      | Goal |
| ------ | ------------------------- | ---- |
| 1.     | Tim Matavž                | 7    |
| 2.     | Georginio Wijnaldum       | 4    |
| 3.     | Jeremain Lens             | 3    |
| 4.     | Peter van Ooijen          | 2    |
| 5.     | Ola Toivonen              | 1    |
| 5.     | Kevin Strootman           | 1    |
| 5.     | Mark van Bommel           | 1    |
| 5.     | Mathias 'Zanka' Jørgensen | 1    |
| 5.     | Dries Mertens             | 1    |
| 5.     | Marcelo                   | 1    |
| Totaal | Totaal                    | 22   |

| Nr.    | Naam                      | Goal |
| ------ | ------------------------- | ---- |
| 1.     | Jürgen Locadia            | 5    |
| 2.     | Tim Matavž                | 2    |
| 3.     | Timothy Derijck           | 1    |
| 3.     | Mathias 'Zanka' Jørgensen | 1    |
| 3.     | Memphis Depay             | 1    |
| 3.     | Georginio Wijnaldum       | 1    |
| 3.     | Gianluca Maria            | 1    |
| 3.     | Stanislav Manolev         | 1    |
| 3.     | Kevin Strootman           | 1    |
| 3.     | Dries Mertens             | 1    |
| 3.     | Mark van Bommel           | 1    |
| Totaal | Totaal                    | 11   |